# Cratere Maritsa
Maritsa è un cratere sulla superficie di Mathilde.